# Eugeniusz Drabowski
Eugeniusz Drabowski (ur. 23 listopada 1928 w Łodzi, zm. 6 kwietnia 1990 w Warszawie) – polski ekonomista, profesor Szkoły Głównej Handlowej w Warszawie.

## Życiorys
Dzieciństwo spędził w Grotnikach pod Łodzią. Po ukończeniu Liceum Pedagogicznego, W latach 1949–1951 studiował w Wyższej Szkole Ekonomicznej we Wrocławiu, a studia magisterskie odbył w Szkole Głównej Planowania i Statystyki w Warszawie. Od 1951 roku pracował jako asystent w Katedrze Ekonomii Politycznej na Wydziale Rolnym Uniwersytetu Wrocławskiego, a od 1952 do 1953 roku był asystentem w Katedrze Ekonomii Politycznej WSE we Wrocławiu. W 1954 roku wyjechał do Warszawy, gdzie już do końca życia związał się ze Szkołą Główną Planowania i Statystyki, z początku jako asystent w Katedrze Ekonomii Politycznej, a następnie w Katedrze Obiegu Pieniężnego. Pracę doktorską „Polityka Różnicowanych Kursów Walutowych” obronił w roku 1961, a w 1965 roku habilitacyjną na podstawie pracy „System walutowy współczesnego kapitalizmu”, za którą otrzymał nagrodę naukową II stopnia Ministra Szkolnictwa Wyższego.
Po habilitacji objął stanowisko kierownika Katedry Międzynarodowych Stosunków Gospodarczych na Uniwersytecie Łódzkim. Od 1970 roku ponownie był w SGPiS, na Wydziale Handlu Zagranicznego. W roku 1971 był konsultantem od spraw walutowych w Najwyższej Izbie Kontroli. W 1973 roku został profesorem nadzwyczajnym, natomiast w 1990 przyznano mu tytuł profesora zwyczajnego.

## Zasługi
Trzykrotnie, w latach 1966, 1972 i 1977, otrzymał nagrody Ministra Nauki i Szkolnictwa Wyższego, w 1974 roku odznaczony został Krzyżem Kawalerskim Orderu Odrodzenia Polski.
Był wybitnym specjalistą z dziedziny teorii pieniądza, funkcjonowania systemu walutowego czy ewolucji pieniądza. Jego dorobek naukowy obejmuje ponad 400 prac, w tym 13 monografii i podręczników. Wśród nich znajdują się takie pozycje jak: „Problemy rozwoju Ameryki Łacińskiej” – 1963; „System walutowy współczesnego kapitalizmu” – 1965; „Kryzys systemu walutowego w kapitalizmie” – 1970; „Kryzys walutowy w kapitalizmie” – 1969; „Kursy walutowe w ekonomice współczesnego kapitalizmu” – 1972; „Teorie kursu walutowego” – 1985; „Rubel transferowy – międzynarodowa waluta krajów RWPG” – 1974; „Pieniądz światowy w kapitalizmie” – 1975; „Międzynarodowe stosunki ekonomiczne i finansowe” – 1986; „Wpływ pieniądza na gospodarkę w teorii keynesizmu i monetaryzmu” 1987; „Pieniądz międzynarodowy” – 1988; „Stabilizacja pieniądza” – 1991.
Był współautorem podręczników: „Międzynarodowe stosunki ekonomiczne i finansowe” – 1979 i 1986 oraz „Bankowość” – 1975, 1980, 1988.
Naukowej i pedagogicznej pracy Eugeniusza Drabowskiego sprzyjały jego rozległe zainteresowania (jak np. historia i psychologia), erudycja oraz śledzenie światowej literatury naukowej. Był nauczycielem wielu pokoleń studentów SGPiS oraz promotorem wielu prac doktorskich z dziedziny ekonomii.